# Radio Panik
Radio Panik est une radio libre bruxelloise qui se définit comme radio associative d’expression et de création et comme radio multi- et interculturelle. Elle a été créée en 1983 à l’initiative d’un groupe de personnes militant contre le racisme et pour les Droits humains. Depuis lors, c'est une radio consacrée à la création, aux musiques actuelles et à l'expression des groupes sous-représentés. Radio Panik émet sur le 105.4 FM.
En 2008, Radio Panik est reconnue comme radio associative et d’expression à vocation culturelle ou d’éducation permanente et est inscrite au plan de fréquences avec deux autres radios associatives à Bruxelles : Radio Air Libre et Radio Campus Bruxelles.
Depuis 2011, elle est également reconnue comme association d'Éducation permanente.